# Canal 11 (Honduras)
Canal 11 es un canal de televisión abierta hondureño de programación generalista, lanzado en 1996 y es propiedad de R-Media y operado por Sociedad Televisora Nacional S.A. de C.V. (Sotel).

## Historia
Canal 11 fue fundado el 11 de noviembre de 1996 por Jaime Rosenthal.

## Programación actual

### Programas nacionales y extranjeros
- 100 mexicanos dijeron
- Calle 7 Honduras
- Deportes TV11
- Deportes TV11 Dominical
- El Bus
- Hoy es tu Día
- La Entrevista con Raúl Valladares
- La Receta del Amor
- Más Que Cine
- Noticias y Denuncias
- Noticiero América 360
- OMG
- Once Deportes
- Once Noticias Primera Hora
- Once Noticias Edición Meridiana
- Once Noticias Edición Vespertina
- Once Noticias Edición Estelar
- Once Noticias Edición Sabatina
- Once Noticias Edición Dominical
- Oye Billboard
- Todo Deportes
- Vive la Copa

### Series y telenovelas extranjeras
- Bahar
- Luna Llena
- Mi Familia

Nota: en cursiva significa que está fuera de emisión.